# Cosmetinae
Sous-famille
Les Cosmetinae sont une sous-famille d'opilions laniatores de la famille des Cosmetidae.

## Distribution
Les espèces de cette sous-famille se rencontrent en Amérique.

## Liste des genres
Selon World Catalogue of Opiliones (01/08/2021) :
- Abria Sørensen, 1932
- Acantholibitia Mello-Leitão, 1928
- Acritas Sørensen, 1932
- Ambatoiella Mello-Leitão, 1943
- Anduzeia González-Sponga, 1992
- Arucillus Šilhavý, 1971
- Bokwina Goodnight & Goodnight, 1947
- Boneta Goodnight & Goodnight, 1944
- Calicynorta Goodnight & Goodnight, 1943
- Caracarana Roewer, 1956
- Caurimare González-Sponga, 1992
- Chinchipea Roewer, 1952
- Chirinosbius Roewer, 1952
- Chusgonobius Roewer, 1952
- Cocholla Roewer, 1928
- Colima Goodnight & Goodnight, 1945
- Corosalia González-Sponga, 1998
- Cosmetus Perty, 1833
- Cumbalia Roewer, 1963
- Cynorta Koch, 1839
- Cynortellana Roewer, 1923
- Cynortellina Roewer, 1915
- Cynortellula Roewer, 1925
- Cynortesta Roewer, 1947
- Cynortetta Roewer, 1947
- Cynortoides Roewer, 1912
- Cynortoperna Roewer, 1947
- Cynortoplus Roewer, 1925
- Cynortopyga Roewer, 1947
- Cynortosoma Roewer, 1947
- Cynortula Roewer, 1912
- Denticynorta Roewer, 1947
- Elleriana Kury, 2003
- Erginiperna Roewer, 1947
- Erginoides Pickard-Cambridge, 1904
- Erginulus Roewer, 1912
- Eucynorta Roewer, 1912
- Eucynortella Roewer, 1912
- Eucynortoides Roewer, 1912
- Eucynortula Roewer, 1912
- Eugnidia Roewer, 1947
- Eulibitia Roewer, 1912
- Eupoecilaema Roewer, 1917
- Ferkeria Roewer, 1947
- Flirtea Koch, 1839
- Frizellia Mello-Leitão, 1941
- Gnidia Koch, 1839
- Guaricia González-Sponga, 1992
- Guatopia González-Sponga, 1992
- Gueroma Goodnight & Goodnight, 1942
- Heterovonones Roewer, 1912
- Holovonones Roewer, 1912
- Kevonones Chamberlin, 1925
- Libitia Simon, 1879
- Libitiosoma Roewer, 1947
- Litoralia González-Sponga, 1992
- Maniapure González-Sponga, 1992
- Metacynorta Pickard-Cambridge, 1904
- Metacynortoides Roewer, 1912
- Metalibitia Roewer, 1912
- Metavonones Pickard-Cambridge, 1904
- Metavononoides Roewer, 1928
- Meterginoides Roewer, 1912
- Meterginulus Roewer, 1912
- Meterginus Pickard-Cambridge, 1905
- Michella Goodnight & Goodnight, 1942
- Moselabius Roewer, 1956
- Namballeus Roewer, 1952
- Neocynorta Roewer, 1915
- Oligovonones Caporiacco, 1951
- Opisthopristis Roewer, 1952
- Ornotus Goodnight & Goodnight, 1942
- Paecilaema Koch, 1839
- Paecilaemana Roewer, 1928
- Paecilaemella Roewer, 1925
- Palpinus Pickard-Cambridge, 1905
- Paracynorta Goodnight & Goodnight, 1942
- Pararhauculus Roewer, 1933
- Paravonones Pickard-Cambridge, 1904
- Pebasia Roewer, 1947
- Pelechucia Roewer, 1947
- Peruana Özdikmen, 2008
- Platycynorta Mello-Leitão, 1933
- Platygyndes Roewer, 1943
- Poala Goodnight & Goodnight, 1942
- Poecilaemula Roewer, 1912
- Portachuelo González-Sponga, 2002
- Prasiana Strand, 1942
- Proerginus Roewer, 1917
- Prosontes Goodnight & Goodnight, 1945
- Puerilia González-Sponga, 1992
- Pygocynorta Roewer, 1925
- Reimoserius Roewer, 1947
- Rhaucoides Roewer, 1912
- Rhauculanus Roewer, 1928
- Rhauculus Roewer, 1928
- Rhaucus Simon, 1879
- Soaresella Goodnight & Goodnight, 1947
- Socotabius Roewer, 1957
- Spongaobaria Özdikmen, 2008
- Syncynorta Roewer, 1947
- Taito Kury & Barros, 2014
- Tajumulcia Goodnight & Goodnight, 1947
- Tobotanus Roewer, 1957
- Trinimontius Šilhavý, 1970
- Vononana Roewer, 1928
- Vononella Roewer, 1925
- Vonones Simon, 1879
- Vononesta Roewer, 1947
- Vononissus Roewer, 1956
- Vononoides Roewer, 1912
- Vononula Roewer, 1947
- Zaraxolia Strand, 1942

## Publication originale
- C. L. Koch, 1839 : Übersicht des Arachnidensystems. Nürnberg, Heft 2, p. 1-38 (texte intégral).